# Стевенс, Хуб
Хю́бертюс (Хуб) Джо́зеф Маргари́та Сте́венс (нидерл. Hubertus "Huub" Jozef Margaretha Stevens; род. 29 ноября 1953, Ситтард, Лимбург) — нидерландский футбольный тренер и футболист, защитник.

## Карьера футболиста
Первым клубом Стевенса была родная ситтардская «Фортуна», где он играл с 1970 по 1975 год.
В ПСВ Стевенс 3 раза выиграл чемпионат, 1 раз кубок страны и Кубок УЕФА в 1978 году.
Стевенс сыграл 18 игр за сборную и забил 1 гол.

## Карьера тренера
Первым профессиональным клубом Стевенса-тренера была «Рода» из Керкраде.
С октября 1996 года и до июня 2002 года Хуб Стевенс тренировал немецкий «Шальке 04». В 1997 году «Шальке 04» под руководством Стевенса выиграл Кубок УЕФА. В 2001 и 2002 годах он выиграл Кубок Германии.
Позже он стал тренером берлинской «Герты», но 4 декабря 2003 года был уволен.
После «Герты» Хуб тренировал «Кёльн». На посту главного тренера этого клуба он находился с 14 июня 2004 года до 22 мая 2005 года. Со Стевенсом «козлы» выиграли Вторую Бундеслигу, тем самым поднявшись в Первую Бундеслигу.
В мае 2005 года Хуб Стевенс вернулся в «Роду».
2 февраля 2007 года он вернулся в Германию и стал главным тренером «Гамбурга», сменив Томаса Долля.
В то время, когда Стевенс был назначен главным тренером, «Гамбург» находился в зоне вылета. С приходом голландца результаты улучшились и мало того, что «Гамбург» избежал вылета из главного дивизиона, так он ещё закончил чемпионат на 8 месте, тем самым завоевав путевку в Кубок Интертото 2007, где «Гамбург» одержал победу и через победу в Кубке Интертото попал на розыгрыш Кубка УЕФА, где уже в 1/8 финала «Гамбург» уступил леверкузенскому «Байеру».
Стевенс вернулся в Эйндховен, но теперь как тренер ПСВ, после того как его контракт с «Гамбургом» закончился в конце сезона 2007/08. Хуб подписал контракт с голландским клубом на 2 года. После плохих результатов клуба Стевенс ушёл в отставку.
Стевенс покинул ПСВ в январе 2009 года и подписал контракт с зальцбургским «Ред Буллом» 21 апреля 2009 года. Работа голландца в австрийском клубе началась 1 июля 2009 года. 9 февраля 2010 года Хуб Стевенс продлил контракт с зальцбургским клубом до 2012 года. 8 апреля 2011 года уволен из клуба за три ничьи подряд в чемпионате Австрии.
27 сентября 2011 года вернулся в клуб «Шальке 04», с которым связаны самые успешные страницы его тренерской биографии. Контракт с «Шальке 04» рассчитан до 30 июня 2013 года. 16 декабря 2012 года был уволен со своего поста за неудовлетворительные результаты в чемпионате (серия из шести матчей без побед, 7-е место). При этом «Шальке 04» занял первое место в своей группе в групповом этапе Лиги чемпионов и пробился в плей-офф престижнейшего клубного турнира Европы.
14 июня 2013 года Стевенс был назначен главным тренером греческого клуба ПАОК. В марте 2014 года он был уволен.
9 марта 2014 года Стевенс возглавил «Штутгарт», занимавший на тот момент 15-е место в чемпионате. Набрав 12 очков в десяти последних матчах, клуб спасся от вылета, однако контракт с Хубом продлён не был. 25 ноября 2014 года Стевенс снова стал главным тренером «Штутгарта», сменив на этому посту Армина Фе. Команда под его руководством снова спаслась от вылета, и по окончании сезона Стевенс ушёл из клуба.
26 октября 2015 Стивенс подписал контракт с «Хоффенхаймом» до конца сезона, но уже 10 февраля покинул свой пост из-за возможной операции по причине сердечной аритмии.

## Статистика

### Матчи Стевенса за сборную Нидерландов
| Матчи Стевенса за сборную Нидерландов | Матчи Стевенса за сборную Нидерландов | Матчи Стевенса за сборную Нидерландов | Матчи Стевенса за сборную Нидерландов | Матчи Стевенса за сборную Нидерландов | Матчи Стевенса за сборную Нидерландов |
| ------------------------------------- | ------------------------------------- | ------------------------------------- | ------------------------------------- | ------------------------------------- | ------------------------------------- |
| №                                     | Дата                                  | Соперник                              | Счёт                                  | Голы Стевенса                         | Соревнование                          |
| 1                                     | 24 февраля 1979                       | Италия                                | 0:3                                   | —                                     | Товарищеский матч                     |
| 2                                     | 28 марта 1979                         | Швейцария                             | 3:0                                   | —                                     | Чемпионат Европы 1980 (отбор)         |
| 3                                     | 2 мая 1979                            | Польша                                | 0:2                                   | —                                     | Чемпионат Европы 1980 (отбор)         |
| 4                                     | 22 мая 1979                           | Аргентина                             | 0:0                                   | —                                     | Товарищеский матч                     |
| 5                                     | 5 сентября 1979                       | Исландия                              | 4:0                                   | —                                     | Чемпионат Европы 1980 (отбор)         |
| 6                                     | 26 сентября 1979                      | Бельгия                               | 1:0                                   | —                                     | Товарищеский матч                     |
| 7                                     | 17 октября 1979                       | Польша                                | 1:1                                   | 1                                     | Чемпионат Европы 1980 (отбор)         |
| 8                                     | 21 ноября 1979                        | ГДР                                   | 3:2                                   | —                                     | Чемпионат Европы 1980 (отбор)         |
| 9                                     | 23 января 1980                        | Испания                               | 0:1                                   | —                                     | Товарищеский матч                     |
| 10                                    | 26 марта 1980                         | Франция                               | 0:0                                   | —                                     | Товарищеский матч                     |
| 11                                    | 11 июня 1980                          | Греция                                | 1:0                                   | —                                     | Чемпионат Европы 1980                 |
| 12                                    | 14 июня 1980                          | ФРГ                                   | 2:3                                   | —                                     | Чемпионат Европы 1980                 |
| 13                                    | 25 марта 1981                         | Франция                               | 1:0                                   | —                                     | Чемпионат мира 1982 (отбор)           |
| 14                                    | 29 апреля 1981                        | Кипр                                  | 1:0                                   | —                                     | Чемпионат мира 1982 (отбор)           |
| 15                                    | 1 сентября 1981                       | Швейцария                             | 1:2                                   | —                                     | Товарищеский матч                     |
| 16                                    | 14 апреля 1982                        | Греция                                | 1:0                                   | —                                     | Товарищеский матч                     |
| 17                                    | 22 сентября 1982                      | Ирландия                              | 2:1                                   | —                                     | Чемпионат Европы 1984 (отбор)         |
| 18                                    | 4 сентября 1985                       | Болгария                              | 1:0                                   | —                                     | Товарищеский матч                     |

Итого: 18 матчей / 1 гол; 10 побед, 3 ничьи, 5 поражений.

## Достижения

### Как игрок
- Чемпион Нидерландов: 1976, 1978, 1986
- Обладатель Кубка Нидерландов: 1976
- Обладатель Кубка УЕФА: 1978

### Как тренера
- Обладатель Кубка УЕФА: 1997
- Обладатель Кубка Интертото: 2007
- Обладатель Кубка Германии: 2001, 2002
- Обладатель Кубка немецкой лиги: 2002
- Чемпион Австрии: 2010

### Личные
- Тренер года в Австрии: 2010